# Пустыни Австралии
Пустыни Австралии — комплекс пустынных регионов, расположенный в Австралии.
Пустынные и аридные территории Австралии в основном расположены на северо-западе континента и занимают около 44 % его поверхности (3,8 млн км²).
Пустыни Австралии расположены в двух климатических поясах — тропическом и субтропическом, причём большая часть из них находится в тропическом поясе.

## Климат
Над территорией, расположенной между 20 и 30-й параллелью, формируется тропический континентальный пустынный климат, а субтропический континентальный климат распространён на юге материка (Большой Австралийский залив). Здесь расположены окраины Большой пустыни Виктория.
В этой местности, в летний период, с декабря по февраль, средние температуры доходят до 30 °C, а иногда и выше, а в зимний (июль — август) снижаются в среднем до 15-18 °C.
Распределение осадков и влаги зависит от направлений и характера ветров. Основными источниками влаги в австралийских пустынях служат юго-восточные пассаты, так как большая часть влаги задерживается горными хребтами Восточной Австралии. Центральная часть континента получают в среднем около 250—300 мм осадков в год. Абсолютный минимум осадков, от 100 до 150 мм в год, получает пустыня Симпсон.

## Почвы
Почвы пустынь весьма своеобразны: на севере и центральных районах — красные, красно-бурые и бурые почвы, на юге — сероземовидные почвы, на западе — пустынные почвы, а для Большой Песчаной пустыни и Большой пустыни Виктория характерны красные песчаные пустынные почвы, у озера Эйр — солончаки и солонцы.

## Описание
| Изображение | Название                 | Английское название         | Площадь, км² | Описание |
| ----------- | ------------------------ | --------------------------- | ------------ | --- |
|             | Большая Песчаная пустыня | англ. Great Sandy Desert    | 360 000      | Песчано-солончаковая пустыня на северо-западе Австралии (штат Западная Австралия). Простирается на 900 км с запада на восток от Восьмидесятимильного пляжа на берегу Индийского океана вглубь Северных территорий к пустыне Танами, а также на 600 км с севера на юг от региона Кимберли к тропику Козерога, переходя в пустыню Гибсона. Пустыня покрыта песками красного цвета, на дюнах преимущественно произрастают колючие ксерофитные злаки (спинифекс и др.). Гряды дюн разделены глинисто-солончаковыми равнинами, на которых растут кустарники акации (на юге) и низкорослые эвкалипты (на севере). |
|             | Большая пустыня Виктория | англ. Great Victoria Desert | 424 400      | Песчано-солончаковая пустыня в Австралии (штаты Западная Австралия и Южная Австралия). Из-за неблагоприятных климатических условий (засушливый климат) в пустыне не ведётся какая-либо сельскохозяйственная деятельность. Она является охраняемой территорией Западной Австралии. Название в честь королевы Виктории дал британский исследователь Австралии Эрнест Джайлс, который в 1875 году первым из европейцев пересёк пустыню. |
|             | Пустыня Гибсона          | англ. Gibson Desert         | 155 530      | Песчаная пустыня в Австралии (в центре штата Западная Австралия), расположена к югу от тропика Козерога, между Большой Песчаной пустыней на севере и Большой пустыней Виктория на юге. Располагается в пределах плато, которое сложено докембрийскими породами и покрыто щебёнкой, возникшей в результате разрушения древнего железистого панциря. Один из первых исследователей региона охарактеризовал её как «огромную холмистую пустыню из гравия». |
|             | Малая Песчаная пустыня   | англ. Little Sandy Desert   | 101 000      | Песчаная пустыня на западе Австралии (штат Западная Австралия). Расположена к югу от Большой Песчаной пустыни, на востоке переходит в пустыню Гибсона. Название пустыни обуславливается тем, что она находится рядом с Большой Песчаной пустыней, но имеет гораздо меньшие размеры. По характеристикам рельефа, фауны и флоры Малая Песчаная пустыня сходна со своей большой «сестрой». |
|             | Пустыня Симпсон          | англ. Simpson Desert        | 143 000      | Песчаная пустыня в центре Австралии, большей частью расположена в юго-восточном углу Северной территории, и небольшой частью в штатах Квинсленд и Южная Австралия. Имеет площадь 143 тыс. км², с запада ограничена рекой Финке, с севера — хребтом Мак-Доннелл и рекой Пленти, с востока — реками Муллиган и Дайамантина, а с юга — крупным солёным озером Эйр. |
|             | Танами                   | англ. Tanami                | 292 194      | Каменисто-песчаная пустыня на севере Австралии. Площадь — 292 194 км². Пустыня была последним белым пятном Северной территории и была мало исследована европейцами вплоть до XX века. Пустыня Танами занимает территорию центральной части Северной территории Австралии и небольшое пространство северо-восточной части Западной Австралии. К юго-востоку от пустыни расположен населённый пункт Алис-Спрингс, а к западу — Большая Песчаная пустыня. |
|             | Те-Пиннаклс              | англ. The Pinnacles         | 50 000       | Небольшая пустыня на юго-западе Западной Австралии. Название пустыни переводится как «пустыня остроконечных скал». Своё название пустыня получила за возвышающиеся на 1—5 метров отдельно стоящие камни посреди песчаной равнины. Ближайший населённый пункт — город Сервантес, от которого два часа езды до пустыни. Камни представляют собой скалы или пики. |
|             | Тирари                   | англ. Tirari                | 15 250       | Пустыня, расположенная в Южной Австралии. Занимает территорию площадью в 15 250 км².Часть пустыни располагается на территории национальный парк озера Эйр. К пустыне Тирари прилегает часть территории пустыни Симпсон, которая находится на севере, также на востоке располагается пустыня Стшелецкого и на северо-востоке — пустыня Sturt Stony. |